# Tyska F3-mästerskapet 1997
Tyska F3-mästerskapet 1997 var ett race som vanns av Nick Heidfeld.

## Delsegrare
| Bana         | Vinnare          | Vinnare          |
| ------------ | ---------------- | ---------------- |
| Hockenheim   | Nick Heidfeld    | Nick Heidfeld    |
| Nürburgring  | Timo Scheider    | Wolf Henzler     |
| Sachsenring  | Timo Scheider    | Timo Scheider    |
| Norisring    | Dominik Schwager | Dominik Schwager |
| Wunstorf     | Alex Müller      | Alex Müller      |
| Zweibrücken  | Pierre Kaffer    | Wolf Henzler     |
| Salzburgring | Nick Heidfeld    | Nick Heidfeld    |
| Lahr         | Alex Müller      | Alex Müller      |
| Nürburgring  | Nick Heidfeld    | Norman Simon     |

## Slutställning
| Plats | Förare        | Poäng |
| ----- | ------------- | ----- |
| 1     | Nick Heidfeld | 224   |
| 2     | Timo Scheider | 218   |
| 3     | Alex Müller   | 147   |
| 4     | Wolf Henzler  | 144   |
| 5     | Norman Simon  | 113   |
| 6     | Pierre Kaffer | 103   |
| 7     | Bas Leinders  | 100   |
| 8     | Sascha Bert   | 80    |